# Osiedle Nad Legą (Olecko)
Osiedle Nad Legą — osiedle mieszkaniowe Olecka. Osiedle zostało utworzone około 1972 roku. Administracyjnie wchodzi w skład dzielnicy Śródmieście (Centrum) oraz graniczy z Osiedlem Zielonym.